# Дофар
Дофа́р (араб. محافظة ظُفار‎) — мухафаза (после 2011 года) в Султанате Оман.
- Административный центр — город Салала.
- Площадь — 99 300 км², население — 249 729 человек (2010 год).

## География
Расположен на юге страны.
На северо-востоке граничит с регионом Эль-Вуста, на северо-западе Саудовской Аравией, на юго-западе с Йеменом. В состав мухафазы входят острова Куриа-Муриа.
В Дофаре с середины августа до конца сентября дуют муссоны. Это приводит к тому, что в это время и до тех пор, пока влага не испаряется, в Дофаре можно встретить пышную растительность. Временно влажный климат Дофара резко контрастирует с соседней пустыней Руб-эль-Хали.

## Население
До сих пор часть населения Дофара продолжает использовать южноаравийские языки, в частности шехри — горный диалект юга Омана, имеющий общие корни с мехри, на котором говорят в Йемене.

## Административное деление
Губернаторство Дофар делится на 10 вилайетов с центрами в городах:
- Салала
- Далькут
- Эль-Мазьюна
- Мирбат
- Мукшин
- Рахьют
- Садах
- Шалим и острова Халланьят
- Така
- Тумрайт

## Экономика
Исторически является основным производителем ладана в мире. Тем не менее, ладан сейчас в губернаторстве находит лишь местное применение. Основной экспортёр — Сомали.
Раньше в Салале большие территории культивировались с помощью сложной системы ирригации. Во время Второй мировой войны сельскохозяйственной продукции почти хватало, чтобы обеспечить большой британский контингент в Месопотамии.